# 1980 en els vols espacials
Aquest article és una llista d'esdeveniments de vols espacials relacionats que es van produir el 1980.

## Llançaments
| Data i hora (UTC)       | Coet | Coet                                     | Plataforma de llançament                         | Plataforma de llançament                 | LSP                  | LSP                      |
| ----------------------- | --- | ---------------------------------------- | ------------------------------------------------ | ---------------------------------------- | -------------------- | ------------------------ |
| Data i hora (UTC)       | Càrrega útil | Operador                                 | Òrbita                                           | Funció                                   | Deteriorament (UTC)  | Resultat                 |
| Data i hora (UTC)       | Comentaris |                                          |                                                  |                                          |                      |                          |
| 9 de gener 12:15        | Unió Soviètica - Soiuz-U | Unió Soviètica - Soiuz-U                 | Unió Soviètica - Plesetsk Site 43/3              | Unió Soviètica - Plesetsk Site 43/3      | Unió Soviètica       | Unió Soviètica           |
| 9 de gener 12:15        | Unió Soviètica - Kosmos 1149 (Zenit-6) |                                          | Terrestre Baixa                                  | Imatgeria òptica                         | 23 de gener          | Reeixit                  |
| 11 de gener 12:28       | Unió Soviètica - Molniya-M/ML | Unió Soviètica - Molniya-M/ML            | Unió Soviètica Plesetsk Site 41/1                | Unió Soviètica Plesetsk Site 41/1        | Unió Soviètica       | Unió Soviètica           |
| 11 de gener 12:28       | Unió Soviètica - Molniya 1-46 |                                          | Molnia                                           | Comunicacions                            | 22 d'octubre 1992    | Reeixit                  |
| 18 de gener 01:26:00    | Estats Units - Atlas SLV-3D Centaur-D1AR | Estats Units - Atlas SLV-3D Centaur-D1AR | Estats Units - Cape Canaveral LC-36A             | Estats Units - Cape Canaveral LC-36A     | Estats Units         | Estats Units             |
| 18 de gener 01:26:00    | Estats Units - OPS 6293 (FLTSATCOM 3) | Marina dels Estats Units d'Amèrica       | Geoestacionària                                  | Comunicacions                            | En òrbita            | Reeixit                  |
| 14 de gener 19:49       | Unió Soviètica - Kosmos-3M | Unió Soviètica - Kosmos-3M               | Unió Soviètica Plesetsk Site 132/2               | Unió Soviètica Plesetsk Site 132/2       | Unió Soviètica       | Unió Soviètica           |
| 14 de gener 19:49       | Unió Soviètica - Kosmos 1150 (Parus) |                                          | Terrestre Baixa                                  | Navegació                                | En òrbita            | Reeixit                  |
| 23 de gener 07:00       | Unió Soviètica - Tsiklon-3 | Unió Soviètica - Tsiklon-3               | Unió Soviètica Plesetsk Site 32/1                | Unió Soviètica Plesetsk Site 32/1        | Unió Soviètica       | Unió Soviètica           |
| 23 de gener 07:00       | Unió Soviètica - Kosmos 1151 (Okean-E No.2) |                                          | Terrestre Baixa                                  | Tecnologia                               | En òrbita            | Reeixit                  |
| 23 de gener 07:00       | Prototip de satèl·lit oceanogràfic, es va equipar amb radar |                                          |                                                  |                                          |                      |                          |
| 24 de gener 15:45       | Unió Soviètica Soiuz-U | Unió Soviètica Soiuz-U                   | Unió Soviètica Plesetsk Site 43/3                | Unió Soviètica Plesetsk Site 43/3        | Unió Soviètica       | Unió Soviètica           |
| 24 de gener 15:45       | Unió Soviètica - Kosmos 1152 (Yantar-2K No.928) |                                          | Terrestre Baixa                                  | Imatgeria òptica                         | 6 de febrer          | Error parcial de vehicle |
| 25 de gener 20:36       | Unió Soviètica - Kosmos-3M | Unió Soviètica - Kosmos-3M               | Unió Soviètica Plesetsk Site 132/2               | Unió Soviètica Plesetsk Site 132/2       | Unió Soviètica       | Unió Soviètica           |
| 25 de gener 20:36       | Unió Soviètica - Kosmos 1153 (Parus) |                                          | Terrestre Baixa                                  | Navegació                                | En òrbita            | Reeixit                  |
| 30 de gener 12:51       | Unió Soviètica - Vostok-2M | Unió Soviètica - Vostok-2M               | Unió Soviètica Plesetsk Site 43/4                | Unió Soviètica Plesetsk Site 43/4        | Unió Soviètica       | Unió Soviètica           |
| 30 de gener 12:51       | Unió Soviètica - Kosmos 1154 (Tselina-D) |                                          | Terrestre Baixa                                  | SIGINT                                   | 5 de novembre 2002   | Reeixit                  |
| 7 de febrer 11:00       | Unió Soviètica Soiuz-U | Unió Soviètica Soiuz-U                   | Unió Soviètica Plesetsk Site 43/4                | Unió Soviètica Plesetsk Site 43/4        | Unió Soviètica       | Unió Soviètica           |
| 7 de febrer 11:00       | Unió Soviètica - Kosmos 1155 (Zenit-6) |                                          | Terrestre Baixa                                  | Imatgeria òptica                         | 21 de febrer         | Reeixit                  |
| 7 de febrer 21:10       | Estats Units - Titan III(23)D | Estats Units - Titan III(23)D            | Estats Units - Vandenberg SLC-4E                 | Estats Units - Vandenberg SLC-4E         | Estats Units         | Estats Units             |
| 7 de febrer 21:10       | Estats Units - OPS 2581 (KH-11) | NRO                                      | Terrestre Baixa                                  | Imatgeria òptica                         | 30 d'octubre 1982    | Reeixit                  |
| 9 de febrer 23:08       | Estats Units - Atlas E/F-SGS-1 | Estats Units - Atlas E/F-SGS-1           | Estats Units Vandenberg SLC-3E                   | Estats Units Vandenberg SLC-3E           | Estats Units         | Estats Units             |
| 9 de febrer 23:08       | Estats Units - OPS 5117 (Navstar 5) |                                          | Terrestre Mitjana                                | Navegació                                | En òrbita            | Reeixit                  |
| 11 de febrer 23:32      | Unió Soviètica - Kosmos-3M | Unió Soviètica - Kosmos-3M               | Unió Soviètica - Plesetsk Site 132/2             | Unió Soviètica - Plesetsk Site 132/2     | Unió Soviètica       | Unió Soviètica           |
| 11 de febrer 23:32      | Unió Soviètica - Kosmos 1156 (Strela-1M) |                                          | Terrestre Baixa                                  | Comunicacions                            | En òrbita            | Reeixit                  |
| 11 de febrer 23:32      | Unió Soviètica - Kosmos 1157 (Strela-1M) |                                          | Terrestre Baixa                                  | Comunicacions                            | En òrbita            | Reeixit                  |
| 11 de febrer 23:32      | Unió Soviètica - Kosmos 1158 (Strela-1M) |                                          | Terrestre Baixa                                  | Comunicacions                            | En òrbita            | Reeixit                  |
| 11 de febrer 23:32      | Unió Soviètica - Kosmos 1159 (Strela-1M) |                                          | Terrestre Baixa                                  | Comunicacions                            | En òrbita            | Reeixit                  |
| 11 de febrer 23:32      | Unió Soviètica - Kosmos 1160 (Strela-1M) |                                          | Terrestre Baixa                                  | Comunicacions                            | En òrbita            | Reeixit                  |
| 11 de febrer 23:32      | Unió Soviètica - Kosmos 1161 (Strela-1M) |                                          | Terrestre Baixa                                  | Comunicacions                            | En òrbita            | Reeixit                  |
| 11 de febrer 23:32      | Unió Soviètica - Kosmos 1162 (Strela-1M) |                                          | Terrestre Baixa                                  | Comunicacions                            | En òrbita            | Reeixit                  |
| 11 de febrer 23:32      | Unió Soviètica - Kosmos 1163 (Strela-1M) |                                          | Terrestre Baixa                                  | Comunicacions                            | En òrbita            | Reeixit                  |
| 12 de febrer 00:53      | Unió Soviètica - Molniya-M/2BL | Unió Soviètica - Molniya-M/2BL           | Unió Soviètica - Plesetsk Site 43/4              | Unió Soviètica - Plesetsk Site 43/4      | Unió Soviètica       | Unió Soviètica           |
| 12 de febrer 00:53      | Unió Soviètica - Kosmos 1164 (Oko) |                                          | Destinat: Molnia Assolit: Altament el·líptica    | Defensa de míssils                       | 12 de febrer         | Error de llançament      |
| 12 de febrer 00:53      | Mal funcionament en la tercera etapa |                                          |                                                  |                                          |                      |                          |
| 14 de febrer 15:57      | Estats Units - Delta 3910 | Estats Units - Delta 3910                | Estats Units - Cape Canaveral LC-17A             | Estats Units - Cape Canaveral LC-17A     | Estats Units         | Estats Units             |
| 14 de febrer 15:57      | Estats Units - SolarMax | NASA                                     | Terrestre Baixa                                  | Solar                                    | 2 de desembre 1989   | Reeixit                  |
| 14 de febrer 15:57      | Mal funcionament en el sistema de control d'altitud de la nau espacial deu mesos després del llançament, posteriorment reparat pel Transbordador espacial Challenger durant la missió STS-41-C a l'abril de 1984 |                                          |                                                  |                                          |                      |                          |
| 17 de febrer 00:40      | Japó - Mu-3S | Japó - Mu-3S                             | Japó - Kagoshima LA-M                            | Japó - Kagoshima LA-M                    | Japó - ISAS          | Japó - ISAS              |
| 17 de febrer 00:40      | Japó - Tansei-4 | ISAS                                     | Terrestre Baixa                                  | Tecnologia                               | 12 de maig 1983      | Reeixit                  |
| 17 de febrer 00:40      | Vol inaugural del Mu-3S |                                          |                                                  |                                          |                      |                          |
| 20 de febrer 08:05:00   | Unió Soviètica - Proton-K/DM | Unió Soviètica - Proton-K/DM             | Unió Soviètica - Baikonur Site 200/39            | Unió Soviètica - Baikonur Site 200/39    | Unió Soviètica       | Unió Soviètica           |
| 20 de febrer 08:05:00   | Unió Soviètica - Gran' No.16L (Raduga |                                          | Geosíncrona                                      | Comunicacions                            | En òrbita            | Reeixit                  |
| 21 de febrer 12:00      | Unió Soviètica Soiuz-U | Unió Soviètica Soiuz-U                   | Unió Soviètica Plesetsk Site 43/4                | Unió Soviètica Plesetsk Site 43/4        | Unió Soviètica       | Unió Soviètica           |
| 21 de febrer 12:00      | Unió Soviètica - Kosmos 1165 (Zenit-4MKM) |                                          | Terrestre Baixa                                  | Imatgeria òptica                         | 5 de març            | Reeixit                  |
| 22 de febrer 08:35      | Japó Estats Units - N-I | Japó Estats Units - N-I                  | Japó - Tanagashima LA-O                          | Japó - Tanagashima LA-O                  | Japó - NASDA         | Japó - NASDA             |
| 22 de febrer 08:35      | Japó - Ayame-2 | NASDA                                    | Destinat: Geoestacionària Assolit: Transferència | Tecnologia                               | En òrbita            | Error del vehicle        |
| 22 de febrer 08:35      | Mal funcionament amb el motor d'apogeu de la nau espacial |                                          |                                                  |                                          |                      |                          |
| 3 de març 09:27         | Estats Units - Atlas E/F-MSD | Estats Units - Atlas E/F-MSD             | Estats Units - Vandenberg SLC-3W                 | Estats Units - Vandenberg SLC-3W         | Estats Units         | Estats Units             |
| 3 de març 09:27         | Estats Units - OPS 7245 (MSD) | NRO                                      | Terrestre Baixa                                  | Dispensador                              | En òrbita            | Reeixit                  |
| 3 de març 09:27         | Estats Units OPS 7245 SSU-1 (NOSS SSU) | NRO                                      | Terrestre Baixa                                  | ELINT                                    | En òrbita            | Reeixit                  |
| 3 de març 09:27         | Estats Units - OPS 7245 SSU-2 (NOSS SSU) | NRO                                      | Terrestre Baixa                                  | ELINT                                    | En òrbita            | Reeixit                  |
| 3 de març 09:27         | Estats Units - OPS 7245 SSU-3 (NOSS SSU) | NRO                                      | Terrestre Baixa                                  | ELINT                                    | En òrbita            | Reeixit                  |
| 4 de març 10:30         | Unió Soviètica Soiuz-U | Unió Soviètica Soiuz-U                   | Unió Soviètica Plesetsk Site 43/4                | Unió Soviètica Plesetsk Site 43/4        | Unió Soviètica       | Unió Soviètica           |
| 4 de març 10:30         | Unió Soviètica - Kosmos 1166 (Zenit-6) |                                          | Terrestre Baixa                                  | Imatgeria òptica                         | 18 de març           | Reeixit                  |
| 14 de març 10:40        | Unió Soviètica - Tsiklon-2 | Unió Soviètica - Tsiklon-2               | Unió Soviètica - Baikonur Site 90                | Unió Soviètica - Baikonur Site 90        | Unió Soviètica       | Unió Soviètica           |
| 14 de març 10:40        | Unió Soviètica - Kosmos 1167 (US-P) |                                          | Terrestre Baixa                                  | ELINT                                    | 1 d'octubre 1981     | Reeixit                  |
| 17 de març 21:37        | Unió Soviètica - Kosmos-3M | Unió Soviètica - Kosmos-3M               | Unió Soviètica - Plesetsk Site 132/1             | Unió Soviètica - Plesetsk Site 132/1     | Unió Soviètica       | Unió Soviètica           |
| 17 de març 21:37        | Unió Soviètica - Kosmos 1168 (Tsikada) |                                          | Terrestre Baixa                                  | Navegació                                | En òrbita            | Reeixit                  |
| 27 de març 07:30        | Unió Soviètica - Kosmos-3M | Unió Soviètica - Kosmos-3M               | Unió Soviètica - Plesetsk Site 132/1             | Unió Soviètica - Plesetsk Site 132/1     | Unió Soviètica       | Unió Soviètica           |
| 27 de març 07:30        | Unió Soviètica - Kosmos 1169 (Taifun-1) |                                          | Terrestre Baixa                                  | Calibratge                               | 3 de març 1983       | Reeixit                  |
| 27 de març 11:38:22     | Unió Soviètica - Soiuz-U | Unió Soviètica - Soiuz-U                 | Unió Soviètica - Baikonur Site 31/6              | Unió Soviètica - Baikonur Site 31/6      | Unió Soviètica       | Unió Soviètica           |
| 27 de març 11:38:22     | Unió Soviètica - Progress 8 |                                          | Terrestre Baixa (Salyut 6)                       | Abastiment de l'estació                  | 26 d'abril 07:40     | Reeixit                  |
| 1 d'abril 08:00         | Unió Soviètica Soiuz-U | Unió Soviètica Soiuz-U                   | Unió Soviètica Baikonur Site 31/6                | Unió Soviètica Baikonur Site 31/6        | Unió Soviètica       | Unió Soviètica           |
| 1 d'abril 08:00         | Unió Soviètica - Kosmos 1170 (Zenit-4MKM) |                                          | Terrestre Baixa                                  | Imatgeria òptica                         | 12 d'abril           | Reeixit                  |
| 3 d'abril 07:40         | Unió Soviètica - Kosmos-3M | Unió Soviètica - Kosmos-3M               | Unió Soviètica - Plesetsk Site 132/2             | Unió Soviètica - Plesetsk Site 132/2     | Unió Soviètica       | Unió Soviètica           |
| 3 d'abril 07:40         | Unió Soviètica - Kosmos 1171 (Lira) |                                          | Terrestre Baixa                                  | Objectiu d'ASAT                          | En òrbita            | Reeixit                  |
| 3 d'abril 07:40         | Objectiu pel Kosmos 1174, fallant interceptant-lo |                                          |                                                  |                                          |                      |                          |
| 9 d'abril 11:38:22      | Unió Soviètica - Soiuz-U | Unió Soviètica - Soiuz-U                 | Unió Soviètica - Baikonur Site 31/6              | Unió Soviètica - Baikonur Site 31/6      | Unió Soviètica       | Unió Soviètica           |
| 9 d'abril 11:38:22      | Unió Soviètica - Soiuz 35 |                                          | Terrestre Baixa (Salyut 6)                       | Salyut 6 EO-4                            | 3 de juny 15:06      | Reeixit                  |
| 9 d'abril 11:38:22      | Vol tripulat amb dos cosmonautes |                                          |                                                  |                                          |                      |                          |
| 12 d'abril 20:18        | Unió Soviètica - Molniya-M/2BL | Unió Soviètica - Molniya-M/2BL           | Unió Soviètica - Plesetsk Site 41/1              | Unió Soviètica - Plesetsk Site 41/1      | Unió Soviètica       | Unió Soviètica           |
| 12 d'abril 20:18        | Unió Soviètica - Kosmos 1172 (Oko) |                                          | Molnia                                           | Defensa de míssils                       | 26 de desembre 1997  | Reeixit                  |
| 12 d'abril 20:18        | Substitució pel Kosmos 1109 |                                          |                                                  |                                          |                      |                          |
| 17 d'abril 08:30        | Unió Soviètica Soiuz-U | Unió Soviètica Soiuz-U                   | Unió Soviètica Baikonur Site 31/6                | Unió Soviètica Baikonur Site 31/6        | Unió Soviètica       | Unió Soviètica           |
| 17 d'abril 08:30        | Unió Soviètica - Kosmos 1173 (Zenit-4MKM) |                                          | Terrestre Baixa                                  | Imatgeria òptica                         | 28 d'abril           | Reeixit                  |
| 18 d'abril 00:51        | Unió Soviètica - Tsiklon-2 | Unió Soviètica - Tsiklon-2               | Unió Soviètica - Baikonur Site 90                | Unió Soviètica - Baikonur Site 90        | Unió Soviètica       | Unió Soviètica           |
| 18 d'abril 00:51        | Unió Soviètica - Kosmos 1174 (IS-A) |                                          | Terrestre Baixa                                  | Prova d'ASAT                             | 20 d'abril 1981      | Error del vehicle        |
| 18 d'abril 00:51        | Es va fallar en interceptar el Kosmos 1171 |                                          |                                                  |                                          |                      |                          |
| 18 d'abril 17:31        | Unió Soviètica - Molniya-M/ML | Unió Soviètica - Molniya-M/ML            | Unió Soviètica - Plesetsk Site 41/1              | Unió Soviètica - Plesetsk Site 41/1      | Unió Soviètica       | Unió Soviètica           |
| 18 d'abril 17:31        | Unió Soviètica - Kosmos 1175 (Molniya-3 No.26) |                                          | Destinat: Molniya Assolit: Terrestre Baixa       | Comunicacions                            | 29 de setembre       | Error de llançament      |
| 18 d'abril 17:31        | Mal funcionament en la tercera etapa |                                          |                                                  |                                          |                      |                          |
| 26 d'abril 22:00        | Estats Units Atlas E/F-SGS-1 | Estats Units Atlas E/F-SGS-1             | Estats Units - Vandenberg SLC-3E                 | Estats Units - Vandenberg SLC-3E         | Estats Units         | Estats Units             |
| 26 d'abril 22:00        | Estats Units - OPS 5118 (Navstar 6) | Força Aèria dels Estats Units d'Amèrica  | Terrestre Mitjana                                | Navegació                                | En òrbita            | Reeixit                  |
| 27 d'abril 06:24:00     | Unió Soviètica - Soiuz-U | Unió Soviètica - Soiuz-U                 | Unió Soviètica - Baikonur Site 1/5               | Unió Soviètica - Baikonur Site 1/5       | Unió Soviètica       | Unió Soviètica           |
| 27 d'abril 06:24:00     | Unió Soviètica - Progress 9 |                                          | Terrestre Baixa (Salyut 6)                       | Abastiment de l'estació                  | 22 de maig 01:30     | Reeixit                  |
| 29 d'abril 11:40        | Unió Soviètica - Tsiklon-2 | Unió Soviètica - Tsiklon-2               | Unió Soviètica - Baikonur Site 90                | Unió Soviètica - Baikonur Site 90        | Unió Soviètica       | Unió Soviètica           |
| 29 d'abril 11:40        | Unió Soviètica - Kosmos 1176 (US-A) |                                          | Terrestre Baixa                                  | Tecnologia                               | 4 d'octubre          | Reeixit                  |
| 29 d'abril 11:40        | Demostració d'uns nous sistemes de seguretat de reactor nuclear |                                          |                                                  |                                          |                      |                          |
| 29 d'abril 13:30        | Unió Soviètica Soiuz-U | Unió Soviètica Soiuz-U                   | Unió Soviètica Plesetsk Site 43/3                | Unió Soviètica Plesetsk Site 43/3        | Unió Soviètica       | Unió Soviètica           |
| 29 d'abril 13:30        | Unió Soviètica - Kosmos 1177 (Yantar-4K1 No.2) |                                          | Terrestre Baixa                                  | Imatgeria òptica                         | 12 de juny           | Reeixit                  |
| 7 de maig 13:00         | Unió Soviètica Soiuz-U | Unió Soviètica Soiuz-U                   | Unió Soviètica Plesetsk Site 41/1                | Unió Soviètica Plesetsk Site 41/1        | Unió Soviètica       | Unió Soviètica           |
| 7 de maig 13:00         | Unió Soviètica - Kosmos 1178 (Zenit-6) |                                          | Terrestre Baixa                                  | Imatgeria òptica                         | 22 de maig           | Reeixit                  |
| 14 de maig 13:00        | Unió Soviètica - Kosmos-3M | Unió Soviètica - Kosmos-3M               | Unió Soviètica - Plesetsk Site 132/1             | Unió Soviètica - Plesetsk Site 132/1     | Unió Soviètica       | Unió Soviètica           |
| 14 de maig 13:00        | Unió Soviètica - Kosmos 1179 (Taifun-1Yu) |                                          | Terrestre Baixa                                  | Calibratge                               | 18 de juliol 1989    | Reeixit                  |
| 15 de maig 05:35        | Unió Soviètica Soiuz-U | Unió Soviètica Soiuz-U                   | Unió Soviètica Plesetsk Site 43/3                | Unió Soviètica Plesetsk Site 43/3        | Unió Soviètica       | Unió Soviètica           |
| 15 de maig 05:35        | Unió Soviètica - Kosmos 1180 (Zenit-4MT) |                                          | Terrestre Baixa                                  | Imatgeria òptica                         | 26 de maig           | Reeixit                  |
| 20 de maig 09:21        | Unió Soviètica - Kosmos-3M | Unió Soviètica - Kosmos-3M               | Unió Soviètica - Plesetsk Site 132/2             | Unió Soviètica - Plesetsk Site 132/2     | Unió Soviètica       | Unió Soviètica           |
| 20 de maig 09:21        | Unió Soviètica - Kosmos 1181 (Parus) |                                          | Terrestre Baixa                                  | Navegació                                | En òrbita            | Reeixit                  |
| 23 de maig 07:10        | Unió Soviètica Soiuz-U | Unió Soviètica Soiuz-U                   | Unió Soviètica Plesetsk Site 43/3                | Unió Soviètica Plesetsk Site 43/3        | Unió Soviètica       | Unió Soviètica           |
| 23 de maig 07:10        | Unió Soviètica - Kosmos 1182 (Zenit-4MKT) |                                          | Terrestre Baixa                                  | Imatgeria òptica                         | 5 de juny            | Reeixit                  |
| 23 de maig 14:29:39     | Europa - Ariane 1 | Europa - Ariane 1                        | França - Kourou ELA-1                            | França - Kourou ELA-1                    | França - Arianespace | França - Arianespace     |
| 23 de maig 14:29:39     | Europa França - CAT-2 | ESA/Arianespace                          | Destinat: GTO                                    | Test                                     | 23 de maig           | Error de llançament      |
| 23 de maig 14:29:39     | Alemanya Occidental - Firewheel | MPG                                      | Destinat: GTO                                    | Magnetosfèric                            | 23 de maig           | Error de llançament      |
| 23 de maig 14:29:39     | Alemanya Occidental - FIRE B | MPG                                      | Destinat: GTO                                    | Magnetosfèric                            | 23 de maig           | Error de llançament      |
| 23 de maig 14:29:39     | Alemanya Occidental - FIRE C | MPG                                      | Destinat: GTO                                    | Magnetosfèric                            | 23 de maig           | Error de llançament      |
| 23 de maig 14:29:39     | Alemanya Occidental - FIRE D | MPG                                      | Destinat: GTO                                    | Magnetosfèric                            | 23 de maig           | Error de llançament      |
| 23 de maig 14:29:39     | Alemanya Occidental - FIRE E | MPG                                      | Destinat: GTO                                    | Magnetosfèric                            | 23 de maig           | Error de llançament      |
| 23 de maig 14:29:39     | Alemanya Occidental - Amsat-P3A | Amsat-DE                                 | Destinat: Molnia                                 | Radioaficionat                           | 23 de maig           | Error de llançament      |
| 23 de maig 14:29:39     | Error en la 1a etapa a causa de la inestabilitat de combustió en el motor principal; primer llançament conduït per Arianespace |                                          |                                                  |                                          |                      |                          |
| 26 de maig 18:20:39     | Unió Soviètica - Soiuz-U | Unió Soviètica - Soiuz-U                 | Unió Soviètica - Baikonur Site 31/6              | Unió Soviètica - Baikonur Site 31/6      | Unió Soviètica       | Unió Soviètica           |
| 26 de maig 18:20:39     | Unió Soviètica - Soiuz 36 |                                          | Terrestre Baixa (Salyut 6)                       | Salyut 6 EP-5                            | 31 de juliol 15:15   | Reeixit                  |
| 26 de maig 18:20:39     | Vol tripulat amb dos cosmonautes, primer hongarès a l'espai |                                          |                                                  |                                          |                      |                          |
| 28 de maig 12:00        | Unió Soviètica Soiuz-U | Unió Soviètica Soiuz-U                   | Unió Soviètica Plesetsk Site 41/1                | Unió Soviètica Plesetsk Site 41/1        | Unió Soviètica       | Unió Soviètica           |
| 28 de maig 12:00        | Unió Soviètica - Kosmos 1183 (Zenit-6) |                                          | Terrestre Baixa                                  | Imatgeria òptica                         | 11 de juny           | Reeixit                  |
| 29 de maig 10:53        | Estats Units - Atlas E/F-Star-37S-ISS | Estats Units - Atlas E/F-Star-37S-ISS    | Estats Units - Vandenberg SLC-3W                 | Estats Units - Vandenberg SLC-3W         | Estats Units         | Estats Units             |
| 29 de maig 10:53        | Estats Units - NOAA-B | NOAA                                     | Terrestre Baixa                                  | Meteorologia                             | 3 de maig 1981       | Error de llançament      |
| 29 de maig 10:53        | Un mal funcionament en la 1a etapa a causa d'una fuita de combustible en el motor provocant un impuls pobre. Corregit per guia de bord estenent la duració del vol de la primera etapa, no obstant no es va comunicar al tram superior, que es va intentar separalar en temps normal, mentre que la 1a etapa encara era en ignició. El reinici va impedir que el tram superior s'orientés, deixant la càrrega en òrbita inútil. |                                          |                                                  |                                          |                      |                          |
| 4 de juny 07:34         | Unió Soviètica Vostok-2M | Unió Soviètica Vostok-2M                 | Unió Soviètica Plesetsk Site 43/3                | Unió Soviètica Plesetsk Site 43/3        | Unió Soviètica       | Unió Soviètica           |
| 4 de juny 07:34         | Unió Soviètica - Kosmos 1184 (Tselina-D) |                                          | Terrestre Baixa                                  | SIGINT                                   | 29 d'abril 2002      | Reeixit                  |
| 5 de juny 14:19:30      | Unió Soviètica - Soiuz-U | Unió Soviètica - Soiuz-U                 | Unió Soviètica - Baikonur Site 31/6              | Unió Soviètica - Baikonur Site 31/6      | Unió Soviètica       | Unió Soviètica           |
| 5 de juny 14:19:30      | Unió Soviètica - Soiuz T-2 |                                          | Terrestre Baixa (Salyut 6)                       | Salyut 6 EP-6                            | 9 de juny 12:39      | Reeixit                  |
| 5 de juny 14:19:30      | Vol tripulat amb dos cosmonautes, primer vol tripulat de la nau espacial Soiuz-T |                                          |                                                  |                                          |                      |                          |
| 6 de juny 07:00         | Unió Soviètica Soiuz-U | Unió Soviètica Soiuz-U                   | Unió Soviètica Plesetsk Site 41/1                | Unió Soviètica Plesetsk Site 41/1        | Unió Soviètica       | Unió Soviètica           |
| 6 de juny 07:00         | Unió Soviètica - Kosmos 1185 (Resurs-F1 No.12) |                                          | Terrestre Baixa                                  | Teledetecció                             | 20 de juny           | Reeixit                  |
| 6 de juny 11:00         | Unió Soviètica - Kosmos-3M | Unió Soviètica - Kosmos-3M               | Unió Soviètica - Plesetsk Site 132/1             | Unió Soviètica - Plesetsk Site 132/1     | Unió Soviètica       | Unió Soviètica           |
| 6 de juny 11:00         | Unió Soviètica - Kosmos 1186 (Taifun-2) |                                          | Terrestre Baixa                                  | Calibratge                               | 1 de gener 1982      | Reeixit                  |
| 6 de juny 11:00         | Unió Soviètica - Kosmos 1204 Subsatellite 1 |                                          | Terrestre Baixa                                  | Calibratge                               | 24 de setembre       | Reeixit                  |
| 6 de juny 11:00         | Unió Soviètica - Kosmos 1204 Subsatellite 2 |                                          | Terrestre Baixa                                  | Calibratge                               | 14 de setembre       | Reeixit                  |
| 6 de juny 11:00         | Unió Soviètica - Kosmos 1204 Subsatellite 3 |                                          | Terrestre Baixa                                  | Calibratge                               | 3 de maig 1981       | Reeixit                  |
| 6 de juny 11:00         | Unió Soviètica - Kosmos 1204 Subsatellite 4 |                                          | Terrestre Baixa                                  | Calibratge                               | 3 de maig 1981       | Reeixit                  |
| 6 de juny 11:00         | Unió Soviètica - Kosmos 1204 Subsatellite 5 |                                          | Terrestre Baixa                                  | Calibratge                               | 1 de maig 1981       | Reeixit                  |
| 6 de juny 11:00         | Unió Soviètica - Kosmos 1204 Subsatellite 6 |                                          | Terrestre Baixa                                  | Calibratge                               | 3 de maig 1981       | Reeixit                  |
| 6 de juny 11:00         | Unió Soviètica - Kosmos 1204 Subsatellite 7 |                                          | Terrestre Baixa                                  | Calibratge                               | 3 de maig 1981       | Reeixit                  |
| 6 de juny 11:00         | Unió Soviètica - Kosmos 1204 Subsatellite 8 |                                          | Terrestre Baixa                                  | Calibratge                               | 3 de maig 1981       | Reeixit                  |
| 6 de juny 11:00         | Unió Soviètica - Kosmos 1204 Subsatellite 9 |                                          | Terrestre Baixa                                  | Calibratge                               | 3 de maig 1981       | Reeixit                  |
| 6 de juny 11:00         | Unió Soviètica - Kosmos 1204 Subsatellite 10 |                                          | Terrestre Baixa                                  | Calibratge                               | 3 de maig 1981       | Reeixit                  |
| 6 de juny 11:00         | Unió Soviètica - Kosmos 1204 Subsatellite 11 |                                          | Terrestre Baixa                                  | Calibratge                               | 28 de maig 1981      | Reeixit                  |
| 6 de juny 11:00         | Unió Soviètica - Kosmos 1204 Subsatellite 12 |                                          | Terrestre Baixa                                  | Calibratge                               | 20 de maig 1981      | Reeixit                  |
| 6 de juny 11:00         | Unió Soviètica - Kosmos 1204 Subsatellite 13 |                                          | Terrestre Baixa                                  | Calibratge                               | 22 de juny 1981      | Reeixit                  |
| 6 de juny 11:00         | Unió Soviètica - Kosmos 1204 Subsatellite 14 |                                          | Terrestre Baixa                                  | Calibratge                               | 18 de juny 1981      | Reeixit                  |
| 6 de juny 11:00         | Unió Soviètica - Kosmos 1204 Subsatellite 15 |                                          | Terrestre Baixa                                  | Calibratge                               | 27 de setembre 1981  | Reeixit                  |
| 6 de juny 11:00         | Unió Soviètica - Kosmos 1204 Subsatellite 16 |                                          | Terrestre Baixa                                  | Calibratge                               | 22 de juny 1981      | Reeixit                  |
| 6 de juny 11:00         | Unió Soviètica - Kosmos 1204 Subsatellite 17 |                                          | Terrestre Baixa                                  | Calibratge                               | 18 de juny 1981      | Reeixit                  |
| 6 de juny 11:00         | Unió Soviètica - Kosmos 1204 Subsatellite 18 |                                          | Terrestre Baixa                                  | Calibratge                               | 17 de juny 1981      | Reeixit                  |
| 6 de juny 11:00         | Unió Soviètica - Kosmos 1204 Subsatellite 19 |                                          | Terrestre Baixa                                  | Calibratge                               | de setembre 1981     | Reeixit                  |
| 6 de juny 11:00         | Unió Soviètica - Kosmos 1204 Subsatellite 20 |                                          | Terrestre Baixa                                  | Calibratge                               | 14 de juny 1981      | Reeixit                  |
| 6 de juny 11:00         | Unió Soviètica - Kosmos 1204 Subsatellite 21 |                                          | Terrestre Baixa                                  | Calibratge                               | 10 de juny 1981      | Reeixit                  |
| 6 de juny 11:00         | Unió Soviètica - Kosmos 1204 Subsatellite 22 |                                          | Terrestre Baixa                                  | Calibratge                               | 14 de juny 1981      | Reeixit                  |
| 6 de juny 11:00         | Unió Soviètica - Kosmos 1204 Subsatellite 23 |                                          | Terrestre Baixa                                  | Calibratge                               | 20 de juny 1981      | Reeixit                  |
| 6 de juny 11:00         | Unió Soviètica - Kosmos 1204 Subsatellite 24 |                                          | Terrestre Baixa                                  | Calibratge                               | 13 de juny 1981      | Reeixit                  |
| 6 de juny 11:00         | Va desplegar 24 esferes de calibratge |                                          |                                                  |                                          |                      |                          |
| 12 de juny 12:30        | Unió Soviètica Soiuz-U | Unió Soviètica Soiuz-U                   | Unió Soviètica Plesetsk Site 41/1                | Unió Soviètica Plesetsk Site 41/1        | Unió Soviètica       | Unió Soviètica           |
| 12 de juny 12:30        | Unió Soviètica - Kosmos 1183 (Zenit-6) |                                          | Terrestre Baixa                                  | Imatgeria òptica                         | 26 de juny           | Reeixit                  |
| 14 de juny 00:49:50     | Unió Soviètica - Proton-K/DM | Unió Soviètica - Proton-K/DM             | Unió Soviètica - Baikonur Site 200/39            | Unió Soviètica - Baikonur Site 200/39    | Unió Soviètica       | Unió Soviètica           |
| 14 de juny 00:49:50     | Unió Soviètica - Gorizont No.15L |                                          | Operacional: Geoestacionària Actual: Cementiri   | Comunicacions                            | En òrbita            | Reeixit                  |
| 14 de juny 00:49:50     | Va operar fins al 25 d'octubre de 1988 |                                          |                                                  |                                          |                      |                          |
| 14 de juny 20:52        | Unió Soviètica - Molniya-M/2BL | Unió Soviètica - Molniya-M/2BL           | Unió Soviètica - Plesetsk Site 43/3              | Unió Soviètica - Plesetsk Site 43/3      | Unió Soviètica       | Unió Soviètica           |
| 14 de juny 20:52        | Unió Soviètica - Kosmos 1188 (Oko) |                                          | Molnia                                           | Defensa de míssils                       | En òrbita            | Error del vehicle        |
| 14 de juny 20:52        | Substitució pel Kosmos 1024, va operar només quatre mesos |                                          |                                                  |                                          |                      |                          |
| 18 de juny 06:14:12     | Unió Soviètica Vostok-2M | Unió Soviètica Vostok-2M                 | Unió Soviètica Baikonur                          | Unió Soviètica Baikonur                  | Unió Soviètica       | Unió Soviètica           |
| 18 de juny 06:14:12     | Unió Soviètica - Meteor-Priroda No.3-1 |                                          | Terrestre Baixa                                  | Teledetecció                             | 1 de març 1992       | Reeixit                  |
| 18 de juny 18:30        | Estats Units - Titan III(23)D | Estats Units - Titan III(23)D            | Estats Units - Vandenberg SLC-4E                 | Estats Units - Vandenberg SLC-4E         | Estats Units         | Estats Units             |
| 18 de juny 18:30        | Estats Units - OPS 3123 (KH-9) | NRO                                      | Terrestre Baixa                                  | Imatgeria òptica                         | 6 de març 1981       | Reeixit                  |
| 18 de juny 18:30        | Estats Units - OPS 3123 RV-1 | NRO                                      | Terrestre Baixa                                  | Retorn de gravació                       | 24 de juliol         | Reeixit                  |
| 18 de juny 18:30        | Estats Units - OPS 3123 RV-2 | NRO                                      | Terrestre Baixa                                  | Retorn de gravació                       | 7 de setembre        | Reeixit                  |
| 18 de juny 18:30        | Estats Units - OPS 3123 RV-3 | NRO                                      | Terrestre Baixa                                  | Retorn de gravació                       | 24 d'octubre         | Reeixit                  |
| 18 de juny 18:30        | Estats Units - OPS 3123 RV-4 | NRO                                      | Terrestre Baixa                                  | Retorn de gravació                       | 5 de març 1981       | Reeixit                  |
| 18 de juny 18:30        | Estats Units - OPS 3123 RV-5 | NRO                                      | Terrestre Baixa                                  | Retorn de gravació                       | 14 d'octubre         | Reeixit                  |
| 18 de juny 18:30        | Tots els SRV es van recuperar amb èxit |                                          |                                                  |                                          |                      |                          |
| 21 de juny 18:34        | Unió Soviètica Molniya-M/ML | Unió Soviètica Molniya-M/ML              | Unió Soviètica Plesetsk Site 41/1                | Unió Soviètica Plesetsk Site 41/1        | Unió Soviètica       | Unió Soviètica           |
| 21 de juny 18:34        | Unió Soviètica - Molniya 1-47 |                                          | Molnia                                           | Comunicacions                            | 1 d'abril 1991       | Reeixit                  |
| 26 de juny 12:20        | Unió Soviètica Soiuz-U | Unió Soviètica Soiuz-U                   | Unió Soviètica Plesetsk Site 41/1                | Unió Soviètica Plesetsk Site 41/1        | Unió Soviètica       | Unió Soviètica           |
| 26 de juny 12:20        | Unió Soviètica - Kosmos 1189 (Zenit-6) |                                          | Terrestre Baixa                                  | Imatgeria òptica                         | 10 de juliol         | Reeixit                  |
| 29 de juny 04:40:42     | Unió Soviètica - Soiuz-U | Unió Soviètica - Soiuz-U                 | Unió Soviètica - Baikonur Site 1/5               | Unió Soviètica - Baikonur Site 1/5       | Unió Soviètica       | Unió Soviètica           |
| 29 de juny 04:40:42     | Unió Soviètica - Progress 10 |                                          | Terrestre Baixa (Salyut 6)                       | Abastiment de l'estació                  | 19 de juliol 02:30   | Reeixit                  |
| 1 de juliol 07:12       | Unió Soviètica - Kosmos-3M | Unió Soviètica - Kosmos-3M               | Unió Soviètica Plesetsk Site 132/2               | Unió Soviètica Plesetsk Site 132/2       | Unió Soviètica       | Unió Soviètica           |
| 1 de juliol 07:12       | Unió Soviètica - Kosmos 1190 (Strela-2) |                                          | Terrestre Baixa                                  | Comunicacions                            | En òrbita            | Reeixit                  |
| 2 de juliol 00:54       | Unió Soviètica - Molniya-M/2BL | Unió Soviètica - Molniya-M/2BL           | Unió Soviètica - Plesetsk Site 41/1              | Unió Soviètica - Plesetsk Site 41/1      | Unió Soviètica       | Unió Soviètica           |
| 2 de juliol 00:54       | Unió Soviètica - Kosmos 1191 (Oko) |                                          | Molnia                                           | Defensa de míssils                       | En òrbita            | Reeixit                  |
| 2 de juliol 00:54       | Substitució pel Kosmos 1124 |                                          |                                                  |                                          |                      |                          |
| 9 de juliol 00:42       | Unió Soviètica - Kosmos-3M | Unió Soviètica - Kosmos-3M               | Unió Soviètica Plesetsk Site 132/2               | Unió Soviètica Plesetsk Site 132/2       | Unió Soviètica       | Unió Soviètica           |
| 9 de juliol 00:42       | Unió Soviètica - Kosmos 1192 (Strela-1M) |                                          | Terrestre Baixa                                  | Comunicacions                            | En òrbita            | Reeixit                  |
| 9 de juliol 00:42       | Unió Soviètica - Kosmos 1193 (Strela-1M) |                                          | Terrestre Baixa                                  | Comunicacions                            | En òrbita            | Reeixit                  |
| 9 de juliol 00:42       | Unió Soviètica - Kosmos 1194 (Strela-1M) |                                          | Terrestre Baixa                                  | Comunicacions                            | En òrbita            | Reeixit                  |
| 9 de juliol 00:42       | Unió Soviètica - Kosmos 1195 (Strela-1M) |                                          | Terrestre Baixa                                  | Comunicacions                            | En òrbita            | Reeixit                  |
| 9 de juliol 00:42       | Unió Soviètica - Kosmos 1196 (Strela-1M) |                                          | Terrestre Baixa                                  | Comunicacions                            | En òrbita            | Reeixit                  |
| 9 de juliol 00:42       | Unió Soviètica - Kosmos 1197 (Strela-1M) |                                          | Terrestre Baixa                                  | Comunicacions                            | En òrbita            | Reeixit                  |
| 9 de juliol 00:42       | Unió Soviètica - Kosmos 1198 (Strela-1M) |                                          | Terrestre Baixa                                  | Comunicacions                            | En òrbita            | Reeixit                  |
| 9 de juliol 00:42       | Unió Soviètica - Kosmos 1199 (Strela-1M) |                                          | Terrestre Baixa                                  | Comunicacions                            | En òrbita            | Reeixit                  |
| 9 de juliol 12:40       | Unió Soviètica Soiuz-U | Unió Soviètica Soiuz-U                   | Unió Soviètica Plesetsk Site 41/1                | Unió Soviètica Plesetsk Site 41/1        | Unió Soviètica       | Unió Soviètica           |
| 9 de juliol 12:40       | Unió Soviètica - Kosmos 1200 (Zenit-6) |                                          | Terrestre Baixa                                  | Imatgeria òptica                         | 23 de juliol         | Reeixit                  |
| 14 de juliol 22:35      | Unió Soviètica Proton-K/DM | Unió Soviètica Proton-K/DM               | Unió Soviètica Baikonur Site 200/40              | Unió Soviètica Baikonur Site 200/40      | Unió Soviètica       | Unió Soviètica           |
| 14 de juliol 22:35      | Unió Soviètica - Ekran No.19L |                                          | Geosíncrona                                      | Comunicacions                            | En òrbita            | Reeixit                  |
| 15 de juliol 02:22:11   | Estats Units - Thor DSV-2U | Estats Units - Thor DSV-2U               | Estats Units - Vandenberg SLC-10W                | Estats Units - Vandenberg SLC-10W        | Estats Units         | Estats Units             |
| 15 de juliol 02:22:11   | Estats Units - DMSP-5D1 F5 (AMS-5) | Força Aèria dels Estats Units d'Amèrica  | Destinat: Terrestre Baixa                        | Meteorologia                             | 15 de juliol         | Error de llançament      |
| 15 de juliol 02:22:11   | Vol final del Thor DSV-2U, llançament final des de SLC-10W. Es va patir una anomalia en la separació de la 2a etapa permetent que el cablejat se surti de la nau espacial. El vehicle també va fallar en assolir l'òrbita. |                                          |                                                  |                                          |                      |                          |
| 15 de juliol 07:30      | Unió Soviètica Soiuz-U | Unió Soviètica Soiuz-U                   | Unió Soviètica Plesetsk Site 43/3                | Unió Soviètica Plesetsk Site 43/3        | Unió Soviètica       | Unió Soviètica           |
| 15 de juliol 07:30      | Unió Soviètica - Kosmos 1201 (Zenit-4MKT) |                                          | Terrestre Baixa                                  | Imatgeria òptica                         | 28 de juliol         | Reeixit                  |
| 18 de juliol 02:33:45   | Índia - SLV | Índia - SLV                              | Índia - Sriharikota FLP                          | Índia - Sriharikota FLP                  | Índia - ISRO         | Índia - ISRO             |
| 18 de juliol 02:33:45   | Índia - Rohini RS-1B | ISRO                                     | Terrestre Baixa                                  | Tecnologia                               | 20 de maig 1981      | Reeixit                  |
| 18 de juliol 02:33:45   | Primer llançament orbital amb èxit de l'Índia |                                          |                                                  |                                          |                      |                          |
| 18 de juliol 10:37      | Unió Soviètica Molniya-M/ML | Unió Soviètica Molniya-M/ML              | Unió Soviètica Plesetsk Site 43/3                | Unió Soviètica Plesetsk Site 43/3        | Unió Soviètica       | Unió Soviètica           |
| 18 de juliol 10:37      | Unió Soviètica - Molniya 3-13 |                                          | Molnia                                           | Comunicacions                            | En òrbita            | Reeixit                  |
| 23 de juliol 18:33:03   | Unió Soviètica - Soiuz-U | Unió Soviètica - Soiuz-U                 | Unió Soviètica - Baikonur Site 1/5               | Unió Soviètica - Baikonur Site 1/5       | Unió Soviètica       | Unió Soviètica           |
| 23 de juliol 18:33:03   | Unió Soviètica - Soiuz 37 |                                          | Terrestre Baixa (Salyut 6)                       | Salyut 6 EP-7                            | 11 d'octubre 09:49   | Reeixit                  |
| 23 de juliol 18:33:03   | Vol tripulat amb dos cosmonautes, primer viatger a l'espai vietnamita |                                          |                                                  |                                          |                      |                          |
| 24 de juliol 12:40      | Unió Soviètica Soiuz-U | Unió Soviètica Soiuz-U                   | Unió Soviètica Plesetsk Site 43/3                | Unió Soviètica Plesetsk Site 43/3        | Unió Soviètica       | Unió Soviètica           |
| 24 de juliol 12:40      | Unió Soviètica - Kosmos 1202 (Zenit-6) |                                          | Terrestre Baixa                                  | Imatgeria òptica                         | 7 d'agost            | Reeixit                  |
| 31 de juliol 07:45      | Unió Soviètica Soiuz-U | Unió Soviètica Soiuz-U                   | Unió Soviètica Plesetsk Site 43/3                | Unió Soviètica Plesetsk Site 43/3        | Unió Soviètica       | Unió Soviètica           |
| 31 de juliol 07:45      | Unió Soviètica - Kosmos 1203 (Resurs-F1 No.12) |                                          | Terrestre Baixa                                  | Teledetecció                             | 14 d'agost           | Reeixit                  |
| 31 de juliol 11:00      | Unió Soviètica - Kosmos-3M | Unió Soviètica - Kosmos-3M               | Unió Soviètica - Kapustin Iar Site 107/1         | Unió Soviètica - Kapustin Iar Site 107/1 | Unió Soviètica       | Unió Soviètica           |
| 31 de juliol 11:00      | Unió Soviètica - Kosmos 1204 (Taifun-2) |                                          | Terrestre Baixa                                  | Calibratge                               | 23 de febrer 1981    | Reeixit                  |
| 31 de juliol 11:00      | Unió Soviètica - Kosmos 1204 Subsatellite 1 |                                          | Terrestre Baixa                                  | Calibratge                               | 11 d'octubre         | Reeixit                  |
| 31 de juliol 11:00      | Unió Soviètica - Kosmos 1204 Subsatellite 2 |                                          | Terrestre Baixa                                  | Calibratge                               | 14 d'octubre         | Reeixit                  |
| 31 de juliol 11:00      | Unió Soviètica - Kosmos 1204 Subsatellite 3 |                                          | Terrestre Baixa                                  | Calibratge                               | 31 d'octubre         | Reeixit                  |
| 31 de juliol 11:00      | Unió Soviètica - Kosmos 1204 Subsatellite 4 |                                          | Terrestre Baixa                                  | Calibratge                               | 24 d'octubre         | Reeixit                  |
| 31 de juliol 11:00      | Unió Soviètica - Kosmos 1204 Subsatellite 5 |                                          | Terrestre Baixa                                  | Calibratge                               | 24 d'octubre         | Reeixit                  |
| 31 de juliol 11:00      | Unió Soviètica - Kosmos 1204 Subsatellite 6 |                                          | Terrestre Baixa                                  | Calibratge                               | 26 d'octubre         | Reeixit                  |
| 31 de juliol 11:00      | Unió Soviètica - Kosmos 1204 Subsatellite 7 |                                          | Terrestre Baixa                                  | Calibratge                               | 3 de novembre        | Reeixit                  |
| 31 de juliol 11:00      | Unió Soviètica - Kosmos 1204 Subsatellite 8 |                                          | Terrestre Baixa                                  | Calibratge                               | 3 de novembre        | Reeixit                  |
| 31 de juliol 11:00      | Unió Soviètica - Kosmos 1204 Subsatellite 9 |                                          | Terrestre Baixa                                  | Calibratge                               | 4 de novembre        | Reeixit                  |
| 31 de juliol 11:00      | Unió Soviètica - Kosmos 1204 Subsatellite 10 |                                          | Terrestre Baixa                                  | Calibratge                               | 10 de novembre       | Reeixit                  |
| 31 de juliol 11:00      | Unió Soviètica - Kosmos 1204 Subsatellite 11 |                                          | Terrestre Baixa                                  | Calibratge                               | 27 de novembre       | Reeixit                  |
| 31 de juliol 11:00      | Unió Soviètica - Kosmos 1204 Subsatellite 12 |                                          | Terrestre Baixa                                  | Calibratge                               | 18 de novembre       | Reeixit                  |
| 31 de juliol 11:00      | Unió Soviètica - Kosmos 1204 Subsatellite 13 |                                          | Terrestre Baixa                                  | Calibratge                               | 18 de novembre       | Reeixit                  |
| 31 de juliol 11:00      | Unió Soviètica - Kosmos 1204 Subsatellite 14 |                                          | Terrestre Baixa                                  | Calibratge                               | 23 de novembre       | Reeixit                  |
| 31 de juliol 11:00      | Unió Soviètica - Kosmos 1204 Subsatellite 15 |                                          | Terrestre Baixa                                  | Calibratge                               | 3 de desembre        | Reeixit                  |
| 31 de juliol 11:00      | Unió Soviètica - Kosmos 1204 Subsatellite 16 |                                          | Terrestre Baixa                                  | Calibratge                               | 19 de novembre       | Reeixit                  |
| 31 de juliol 11:00      | Unió Soviètica - Kosmos 1204 Subsatellite 17 |                                          | Terrestre Baixa                                  | Calibratge                               | 17 de novembre       | Reeixit                  |
| 31 de juliol 11:00      | Unió Soviètica - Kosmos 1204 Subsatellite 18 |                                          | Terrestre Baixa                                  | Calibratge                               | 17 de novembre       | Reeixit                  |
| 31 de juliol 11:00      | Unió Soviètica - Kosmos 1204 Subsatellite 19 |                                          | Terrestre Baixa                                  | Calibratge                               | 16 de novembre       | Reeixit                  |
| 31 de juliol 11:00      | Unió Soviètica - Kosmos 1204 Subsatellite 20 |                                          | Terrestre Baixa                                  | Calibratge                               | 23 de novembre       | Reeixit                  |
| 31 de juliol 11:00      | Unió Soviètica - Kosmos 1204 Subsatellite 21 |                                          | Terrestre Baixa                                  | Calibratge                               | 14 de desembre       | Reeixit                  |
| 31 de juliol 11:00      | Unió Soviètica - Kosmos 1204 Subsatellite 22 |                                          | Terrestre Baixa                                  | Calibratge                               | 13 de desembre       | Reeixit                  |
| 12 d'agost 11:50        | Unió Soviètica Soiuz-U | Unió Soviètica Soiuz-U                   | Unió Soviètica Plesetsk Site 43/3                | Unió Soviètica Plesetsk Site 43/3        | Unió Soviètica       | Unió Soviètica           |
| 12 d'agost 11:50        | Unió Soviètica - Kosmos 1205 (Zenit-6) |                                          | Terrestre Baixa                                  | Imatgeria òptica                         | 26 d'agost           | Reeixit                  |
| 15 d'agost 05:34        | Unió Soviètica Vostok-2M | Unió Soviètica Vostok-2M                 | Unió Soviètica Plesetsk Site 43/3                | Unió Soviètica Plesetsk Site 43/3        | Unió Soviètica       | Unió Soviètica           |
| 15 d'agost 05:34        | Unió Soviètica - Kosmos 1206 (Tselina-D) |                                          | Terrestre Baixa                                  | SIGINT                                   | 14 de gener 2002     | Reeixit                  |
| 22 d'agost 10:00        | Unió Soviètica Soiuz-U | Unió Soviètica Soiuz-U                   | Unió Soviètica Plesetsk Site 41/1                | Unió Soviètica Plesetsk Site 41/1        | Unió Soviètica       | Unió Soviètica           |
| 22 d'agost 10:00        | Unió Soviètica - Kosmos 1207 (Zenit-4MKT) |                                          | Terrestre Baixa                                  | Imatgeria òptica                         | 4 de setembre        | Reeixit                  |
| 26 d'agost 15:45        | Unió Soviètica Soiuz-U | Unió Soviètica Soiuz-U                   | Unió Soviètica Plesetsk Site 41/1                | Unió Soviètica Plesetsk Site 41/1        | Unió Soviètica       | Unió Soviètica           |
| 26 d'agost 15:45        | Unió Soviètica - Kosmos 1208 (Yantar-2K No.927) |                                          | Terrestre Baixa                                  | Imatgeria òptica                         | 24 de setembre       | Reeixit                  |
| 3 de setembre 10:20     | Unió Soviètica Soiuz-U | Unió Soviètica Soiuz-U                   | Unió Soviètica Plesetsk Site 41/1                | Unió Soviètica Plesetsk Site 41/1        | Unió Soviètica       | Unió Soviètica           |
| 3 de setembre 10:20     | Unió Soviètica - Kosmos 1209 (Resurs-F1 No.14) |                                          | Terrestre Baixa                                  | Teledetecció                             | 17 de setembre       | Reeixit                  |
| 9 de setembre 11:00     | Unió Soviètica Vostok-2M | Unió Soviètica Vostok-2M                 | Unió Soviètica Plesetsk Site 43/3                | Unió Soviètica Plesetsk Site 43/3        | Unió Soviètica       | Unió Soviètica           |
| 9 de setembre 11:00     | Unió Soviètica - Meteor 2-06 |                                          | Terrestre Baixa                                  | Meteorologia                             | En òrbita            | Reeixit                  |
| 9 de setembre 22:27     | Estats Units - Delta 3914 | Estats Units - Delta 3914                | Estats Units - Cape Canaveral LC-17A             | Estats Units - Cape Canaveral LC-17A     | Estats Units         | Estats Units             |
| 9 de setembre 22:27     | Estats Units - GOES 4 (GOES-D) | NOAA                                     | Operacional: Geoestacionària Actual: Cementiri   | Meteorològic                             | En òrbita            | Reeixit                  |
| 9 de setembre 22:27     | Es va jubilar i moure a òrbita cementiri el 9 de novembre de 1988 |                                          |                                                  |                                          |                      |                          |
| 18 de setembre 19:11:03 | Unió Soviètica - Soiuz-U | Unió Soviètica - Soiuz-U                 | Unió Soviètica - Baikonur Site 1/5               | Unió Soviètica - Baikonur Site 1/5       | Unió Soviètica       | Unió Soviètica           |
| 18 de setembre 19:11:03 | Unió Soviètica - Soiuz 38 |                                          | Terrestre Baixa (Salyut 6)                       | Salyut 6 EP-8                            | 26 de setembre 15:54 | Reeixit                  |
| 18 de setembre 19:11:03 | Vol tripulat amb dos cosmonautes, primer cubà a l'espai |                                          |                                                  |                                          |                      |                          |
| 19 de setembre 10:10    | Unió Soviètica Soiuz-U | Unió Soviètica Soiuz-U                   | Unió Soviètica Plesetsk Site 41/1                | Unió Soviètica Plesetsk Site 41/1        | Unió Soviètica       | Unió Soviètica           |
| 19 de setembre 10:10    | Unió Soviètica - Kosmos 1210 (Zenit-6) |                                          | Terrestre Baixa                                  | Imatgeria òptica                         | 3 d'octubre          | Reeixit                  |
| 23 de setembre 10:30    | Unió Soviètica Soiuz-U | Unió Soviètica Soiuz-U                   | Unió Soviètica Plesetsk Site 41/1                | Unió Soviètica Plesetsk Site 41/1        | Unió Soviètica       | Unió Soviètica           |
| 23 de setembre 10:30    | Unió Soviètica - Kosmos 1211 (Zenit-4MT) |                                          | Terrestre Baixa                                  | Imatgeria òptica                         | 4 d'octubre          | Reeixit                  |
| 26 de setembre 10:10    | Unió Soviètica Soiuz-U | Unió Soviètica Soiuz-U                   | Unió Soviètica Plesetsk Site 41/1                | Unió Soviètica Plesetsk Site 41/1        | Unió Soviètica       | Unió Soviètica           |
| 26 de setembre 10:10    | Unió Soviètica - Kosmos 1212 (Zenit-4MKT) |                                          | Terrestre Baixa                                  | Imatgeria òptica                         | 9 d'octubre          | Reeixit                  |
| 28 de setembre 15:09:55 | Unió Soviètica Soiuz-U | Unió Soviètica Soiuz-U                   | Unió Soviètica Baikonur Site 1/5                 | Unió Soviètica Baikonur Site 1/5         | Unió Soviètica       | Unió Soviètica           |
| 28 de setembre 15:09:55 | Unió Soviètica - Progress 11 |                                          | Terrestre Baixa (Salyut 6)                       | Abastiment de l'estació                  | 11 de desembre 14:45 | Reeixit                  |
| 3 d'octubre 12:00       | Unió Soviètica Soiuz-U | Unió Soviètica Soiuz-U                   | Unió Soviètica Plesetsk Site 41/1                | Unió Soviètica Plesetsk Site 41/1        | Unió Soviètica       | Unió Soviètica           |
| 3 d'octubre 12:00       | Unió Soviètica - Kosmos 1213 (Zenit-6) |                                          | Terrestre Baixa                                  | Imatgeria òptica                         | 17 d'octubre         | Reeixit                  |
| 5 d'octubre 17:10       | Unió Soviètica Proton-K/DM | Unió Soviètica Proton-K/DM               | Unió Soviètica Baikonur Site 200/39              | Unió Soviètica Baikonur Site 200/39      | Unió Soviètica       | Unió Soviètica           |
| 5 d'octubre 17:10       | Unió Soviètica - Gran' No.17L (Raduga) |                                          | Geosíncrona                                      | Comunicacions                            | En òrbita            | Reeixit                  |
| 10 d'octubre 13:10      | Unió Soviètica Soiuz-U | Unió Soviètica Soiuz-U                   | Unió Soviètica Plesetsk Site 41/1                | Unió Soviètica Plesetsk Site 41/1        | Unió Soviètica       | Unió Soviètica           |
| 10 d'octubre 13:10      | Unió Soviètica - Kosmos 1214 (Zenit-4MKM) |                                          | Terrestre Baixa                                  | Imatgeria òptica                         | 23 d'octubre         | Reeixit                  |
| 10 d'octubre 13:10      | Vol final del Zenit-4MKM |                                          |                                                  |                                          |                      |                          |
| 14 d'octubre 20:41      | Unió Soviètica - Kosmos-3M | Unió Soviètica - Kosmos-3M               | Unió Soviètica Plesetsk Site 132/1               | Unió Soviètica Plesetsk Site 132/1       | Unió Soviètica       | Unió Soviètica           |
| 14 d'octubre 20:41      | Unió Soviètica - Kosmos 1215 (Tselina-O) |                                          | Terrestre Baixa                                  | SIGINT                                   | 12 de maig 1983      | Reeixit                  |
| 16 d'octubre 12:20      | Unió Soviètica Soiuz-U | Unió Soviètica Soiuz-U                   | Unió Soviètica Plesetsk Site 41/1                | Unió Soviètica Plesetsk Site 41/1        | Unió Soviètica       | Unió Soviètica           |
| 16 d'octubre 12:20      | Unió Soviètica - Kosmos 1216 (Zenit-6) |                                          | Terrestre Baixa                                  | Imatgeria òptica                         | 30 d'octubre         | Reeixit                  |
| 30 d'octubre 10:00      | Unió Soviètica Soiuz-U | Unió Soviètica Soiuz-U                   | Unió Soviètica Baikonur Site 31/6                | Unió Soviètica Baikonur Site 31/6        | Unió Soviètica       | Unió Soviètica           |
| 30 d'octubre 10:00      | Unió Soviètica - Kosmos 1218 (Yantar-4K1 No.3) |                                          | Terrestre Baixa                                  | Imatgeria òptica                         | 12 de desembre       | Reeixit                  |
| 27 de novembre 14:18:28 | Unió Soviètica Soiuz-U | Unió Soviètica Soiuz-U                   | Unió Soviètica Baikonur Site 1/5                 | Unió Soviètica Baikonur Site 1/5         | Unió Soviètica       | Unió Soviètica           |
| 27 de novembre 14:18:28 | Unió Soviètica - Soiuz T-3 |                                          | Terrestre Baixa (Salyut 6)                       | Salyut 6 EO-5                            | 10 de desembre 09:26 | Reeixit                  |
| 27 de novembre 14:18:28 | Vol tripulat amb tres cosmonautes, primer vol amb tres tripulants abord d'un Soiuz des del 1971 |                                          |                                                  |                                          |                      |                          |
| 24 d'octubre 10:53      | Unió Soviètica Molniya-M/2BL | Unió Soviètica Molniya-M/2BL             | Unió Soviètica Plesetsk Site 41/1                | Unió Soviètica Plesetsk Site 41/1        | Unió Soviètica       | Unió Soviètica           |
| 24 d'octubre 10:53      | Unió Soviètica - Kosmos 1217 (Oko) |                                          | Molnia                                           | Defensa de míssils                       | En òrbita            | Reeixit                  |
| 24 d'octubre 10:53      | Substitució pel Kosmos 1188 |                                          |                                                  |                                          |                      |                          |
| 31 d'octubre 03:54      | Estats Units - Atlas SLV-3D Centaur-D1AR | Estats Units - Atlas SLV-3D Centaur-D1AR | Estats Units - Cape Canaveral LC-36A             | Estats Units - Cape Canaveral LC-36A     | Estats Units         | Estats Units             |
| 31 d'octubre 03:54      | Estats Units - OPS 6294 (FLTSATCOM 4) | Marina dels Estats Units d'Amèrica       | Geosíncrona                                      | Comunicacions                            | En òrbita            | Reeixit                  |
| 16 d'octubre 12:00      | Unió Soviètica Soiuz-U | Unió Soviètica Soiuz-U                   | Unió Soviètica Plesetsk Site 41/1                | Unió Soviètica Plesetsk Site 41/1        | Unió Soviètica       | Unió Soviètica           |
| 16 d'octubre 12:00      | Unió Soviètica - Kosmos 1219 (Zenit-6) |                                          | Terrestre Baixa                                  | Imatgeria òptica                         | 13 de novembre       | Reeixit                  |
| 4 de novembre 15:04     | Unió Soviètica Tsiklon-2 | Unió Soviètica Tsiklon-2                 | Unió Soviètica Baikonur Site 90                  | Unió Soviètica Baikonur Site 90          | Unió Soviètica       | Unió Soviètica           |
| 4 de novembre 15:04     | Unió Soviètica - Kosmos 1220 (US-P) |                                          | Terrestre Baixa                                  | ELINT                                    | 20 de juny 1982      | Reeixit                  |
| 12 de novembre 12:21    | Unió Soviètica Soiuz-U | Unió Soviètica Soiuz-U                   | Unió Soviètica Plesetsk Site 41/1                | Unió Soviètica Plesetsk Site 41/1        | Unió Soviètica       | Unió Soviètica           |
| 12 de novembre 12:21    | Unió Soviètica - Kosmos 1221 (Zenit-6) |                                          | Terrestre Baixa                                  | Imatgeria òptica                         | 26 de novembre       | Reeixit                  |
| 15 de novembre 22:49    | Estats Units - Delta 3910/PAM-D | Estats Units - Delta 3910/PAM-D          | Estats Units Cape Canaveral LC-17A               | Estats Units Cape Canaveral LC-17A       | Estats Units         | Estats Units             |
| 15 de novembre 22:49    | Estats Units - SBS-1 | SBS                                      | Operacional: Geoestacionària Actual: Cementiri   | Comunicacions                            | En òrbita            | Reeixit                  |
| 15 de novembre 22:49    | Jubilat el 22 de juny de 1990 i mogut a òrbita cementiri |                                          |                                                  |                                          |                      |                          |
| 16 de novembre 18:34    | Unió Soviètica Molniya-M/ML | Unió Soviètica Molniya-M/ML              | Unió Soviètica Plesetsk Site 41/1                | Unió Soviètica Plesetsk Site 41/1        | Unió Soviètica       | Unió Soviètica           |
| 16 de novembre 18:34    | Unió Soviètica - Molniya 1-48 |                                          | Molnia                                           | Comunicacions                            | 18 de novembre 1995  | Reeixit                  |
| 21 de novembre 11:53    | Unió Soviètica Vostok-2M | Unió Soviètica Vostok-2M                 | Unió Soviètica Plesetsk Site 43/3                | Unió Soviètica Plesetsk Site 43/3        | Unió Soviètica       | Unió Soviètica           |
| 21 de novembre 11:53    | Unió Soviètica - Kosmos 1222 (Tselina-D) |                                          | Terrestre Baixa                                  | SIGINT                                   | 27 d'abril 2011      | Reeixit                  |
| 27 de novembre 21:37    | Unió Soviètica Molniya-M/2BL | Unió Soviètica Molniya-M/2BL             | Unió Soviètica Plesetsk Site 41/1                | Unió Soviètica Plesetsk Site 41/1        | Unió Soviètica       | Unió Soviètica           |
| 27 de novembre 21:37    | Unió Soviètica - Kosmos 1223 (Oko) |                                          | Molnia                                           | Defensa de míssils                       | En òrbita            | Reeixit                  |
| 27 de novembre 21:37    | Substitució pel Kosmos 903 |                                          |                                                  |                                          |                      |                          |
| 1 de desembre 12:15     | Unió Soviètica Soiuz-U | Unió Soviètica Soiuz-U                   | Unió Soviètica Plesetsk Site 43/3                | Unió Soviètica Plesetsk Site 43/3        | Unió Soviètica       | Unió Soviètica           |
| 1 de desembre 12:15     | Unió Soviètica - Kosmos 1224 (Zenit-6) |                                          | Terrestre Baixa                                  | Imatgeria òptica                         | 15 de desembre       | Reeixit                  |
| 5 de desembre 04:23     | Unió Soviètica - Kosmos-3M | Unió Soviètica - Kosmos-3M               | Unió Soviètica - Plesetsk Site 132/1             | Unió Soviètica - Plesetsk Site 132/1     | Unió Soviètica       | Unió Soviètica           |
| 5 de desembre 04:23     | Unió Soviètica - Kosmos 1225 (Parus) |                                          | Terrestre Baixa                                  | Navegació                                | En òrbita            | Reeixit                  |
| 6 de desembre 23:31     | Estats Units - Atlas SLV 3D Centaur-D1AR | Estats Units - Atlas SLV 3D Centaur-D1AR | Estats Units - Cape Canaveral LC-36B             | Estats Units - Cape Canaveral LC-36B     | Estats Units         | Estats Units             |
| 6 de desembre 23:31     | Nacions Unides - Intelsat V F-2 | Intelsat                                 | Geoestacionària                                  | Comunicacions                            | En òrbita            | Reeixit                  |
| 9 de desembre 07:18     | Estats Units - Atlas E/F-MSD | Estats Units - Atlas E/F-MSD             | Estats Units - Vandenberg SLC-3W                 | Estats Units - Vandenberg SLC-3W         | Estats Units         | Estats Units             |
| 9 de desembre 07:18     | Estats Units - OPS 3255 (MSD) | NRO                                      | Destinat: Terrestre Baixa                        | Dispensador                              | 9 de desembre        | Error de llançament      |
| 9 de desembre 07:18     | Estats Units - OPS 3255 SSU-1 (NOSS SSU) | NRO                                      | Destinat: Terrestre Baixa                        | ELINT                                    | 9 de desembre        | Error de llançament      |
| 9 de desembre 07:18     | Estats Units - OPS 3255 SSU-2 (NOSS SSU) | NRO                                      | Destinat: Terrestre Baixa                        | ELINT                                    | 9 de desembre        | Error de llançament      |
| 9 de desembre 07:18     | Estats Units - OPS 3255 SSU-3 (NOSS SSU) | NRO                                      | Destinat: Terrestre Baixa                        | ELINT                                    | 9 de desembre        | Error de llançament      |
| 9 de desembre 07:18     | Estats Units - LIPS-1 | NRL                                      | Destinat: Terrestre Baixa                        | Technoilogy                              | 9 de desembre        | Error de llançament      |
| 9 de desembre 07:18     | Un error en el motor de l'impulsador va provocar una pèrdua de control, el coet va girar i va començar a volar cap enrere abans d'explotar. |                                          |                                                  |                                          |                      |                          |
| 10 de desembre 20:53    | Unió Soviètica - Kosmos-3M | Unió Soviètica - Kosmos-3M               | Unió Soviètica - Plesetsk Site 132/1             | Unió Soviètica - Plesetsk Site 132/1     | Unió Soviètica       | Unió Soviètica           |
| 10 de desembre 20:53    | Unió Soviètica - Kosmos 1226 (Tsikada) |                                          | Terrestre Baixa                                  | Navegació                                | En òrbita            | Reeixit                  |
| 13 de desembre 16:04    | Estats Units - Titan III(34)B | Estats Units - Titan III(34)B            | Estats Units - Vandenberg SLC-4W                 | Estats Units - Vandenberg SLC-4W         | Estats Units         | Estats Units             |
| 13 de desembre 16:04    | Estats Units - OPS 5805 (SDS) | NRO                                      | Molnia                                           | Comunicacions                            | 30 d'octubre 1982    | Reeixit                  |
| 16 de desembre 12:15    | Unió Soviètica Soiuz-U | Unió Soviètica Soiuz-U                   | Unió Soviètica Plesetsk Site 43/3                | Unió Soviètica Plesetsk Site 43/3        | Unió Soviètica       | Unió Soviètica           |
| 16 de desembre 12:15    | Unió Soviètica - Kosmos 1227 (Zenit-6) |                                          | Terrestre Baixa                                  | Imatgeria òptica                         | 28 de desembre       | Reeixit                  |
| 23 de desembre 22:48    | Unió Soviètica - Kosmos-3M | Unió Soviètica - Kosmos-3M               | Unió Soviètica - Plesetsk Site 132/1             | Unió Soviètica - Plesetsk Site 132/1     | Unió Soviètica       | Unió Soviètica           |
| 23 de desembre 22:48    | Unió Soviètica - Kosmos 1228 (Strela-1M) |                                          | Terrestre Baixa                                  | Comunicacions                            | En òrbita            | Reeixit                  |
| 23 de desembre 22:48    | Unió Soviètica - Kosmos 1229 (Strela-1M) |                                          | Terrestre Baixa                                  | Comunicacions                            | En òrbita            | Reeixit                  |
| 23 de desembre 22:48    | Unió Soviètica - Kosmos 1230 (Strela-1M) |                                          | Terrestre Baixa                                  | Comunicacions                            | En òrbita            | Reeixit                  |
| 23 de desembre 22:48    | Unió Soviètica - Kosmos 1231 (Strela-1M) |                                          | Terrestre Baixa                                  | Comunicacions                            | En òrbita            | Reeixit                  |
| 23 de desembre 22:48    | Unió Soviètica - Kosmos 1232 (Strela-1M) |                                          | Terrestre Baixa                                  | Comunicacions                            | En òrbita            | Reeixit                  |
| 23 de desembre 22:48    | Unió Soviètica - Kosmos 1233 (Strela-1M) |                                          | Terrestre Baixa                                  | Comunicacions                            | En òrbita            | Reeixit                  |
| 23 de desembre 22:48    | Unió Soviètica - Kosmos 1234 (Strela-1M) |                                          | Terrestre Baixa                                  | Comunicacions                            | En òrbita            | Reeixit                  |
| 23 de desembre 22:48    | Unió Soviètica - Kosmos 1235 (Strela-1M) |                                          | Terrestre Baixa                                  | Comunicacions                            | En òrbita            | Reeixit                  |
| 25 de desembre 04:02    | Unió Soviètica Molniya-M/SO-L | Unió Soviètica Molniya-M/SO-L            | Unió Soviètica Baikonur Site 31/6                | Unió Soviètica Baikonur Site 31/6        | Unió Soviètica       | Unió Soviètica           |
| 25 de desembre 04:02    | Unió Soviètica - Prognoz 8 |                                          | Altament el·líptica                              | Solar Magnetosfèric                      | 28 de desembre 1984  | Reeixit                  |
| 26 de desembre 11:49    | Unió Soviètica Proton-K/DM | Unió Soviètica Proton-K/DM               | Unió Soviètica Baikonur Site 200/40              | Unió Soviètica Baikonur Site 200/40      | Unió Soviètica       | Unió Soviètica           |
| 26 de desembre 11:49    | Unió Soviètica - Ekran No.20L |                                          | Geosíncrona                                      | Comunicacions                            | En òrbita            | Reeixit                  |
| 26 d'agost 16:10        | Unió Soviètica Soiuz-U | Unió Soviètica Soiuz-U                   | Unió Soviètica Plesetsk Site 41/1                | Unió Soviètica Plesetsk Site 41/1        | Unió Soviètica       | Unió Soviètica           |
| 26 d'agost 16:10        | Unió Soviètica - Kosmos 1236 (Yantar-2K No.941) |                                          | Terrestre Baixa                                  | Imatgeria òptica                         | 21 de gener 1981     | Reeixit                  |

## Encontres espacials
| Data (GMT)      | Nau espacial | Esdeveniment       | Comentaris                   |
| --------------- | ------------ | ------------------ | ---------------------------- |
| 12 de noevembre | Voyager 1    | Sobrevol de Saturn | Apropament màxim: 124.000 km |

## Resum de llançaments orbitals

### Per país
| País                                        | Llançaments | Reeixits | Errors | Errors parcials | Comentaris |
| ------------------------------------------- | ----------- | -------- | ------ | --------------- | ---------- |
| Europa                                      | 1           | 0        | 1      | 0               |            |
| Índia                                       | 1           | 1        | 0      | 0               |            |
| Japan                                       | 2           | 0        | 0      | 0               |            |
| Unió de Repúbliques Socialistes Soviètiques | 89          | 87       | 2      | 0               |            |
| Estats Units                                | 15          | 12       | 3      | 0               |            |

### Per coet

#### Per família
| Família            | País                                        | Llançaments | Reeixits | Errors | Errors parcials | Comentaris      |
| ------------------ | ------------------------------------------- | ----------- | -------- | ------ | --------------- | --------------- |
| - Ariane           | Europa                                      | 1           | 0        | 1      | 0               |                 |
| - Atlas            | Estats Units                                | 8           | 6        | 2      | 0               |                 |
| - Mu               | Japan                                       | 1           | 1        | 0      | 0               |                 |
| - R-7              | Unió de Repúbliques Socialistes Soviètiques | 63          | 61       | 2      | 1               |                 |
| - R-14             | Unió de Repúbliques Socialistes Soviètiques | 16          | 16       | 0      | 0               |                 |
| - R-36             | Unió de Repúbliques Socialistes Soviètiques | 5           | 5        | 0      | 0               |                 |
| - SLV              | Índia                                       | 1           | 1        | 0      | 0               |                 |
| - Thor/Delta       | Estats Units                                | 5           | 4        | 1      | 0               | S'inclou el N-I |
| - Titan            | Estats Units                                | 3           | 3        | 0      | 0               |                 |
| - Universal Rocket | Unió de Repúbliques Socialistes Soviètiques | 5           | 5        | 0      | 0               |                 |

#### Per tipus
| Coet          | País                                        | Família            | Llançaments | Reeixits | Errors | Errors parcials | Comentaris |
| ------------- | ------------------------------------------- | ------------------ | ----------- | -------- | ------ | --------------- | ---------- |
| Ariane 1      | Europa                                      | - Ariane           | 1           | 0        | 1      | 0               |            |
| Atlas E/F     | Estats Units                                | - Atlas            | 5           | 3        | 2      | 0               |            |
| Atlas-Centaur | Estats Units                                | - Atlas            | 3           | 3        | 0      | 0               |            |
| Delta 3000    | Estats Units                                | - Thor/Delta       | 3           | 3        | 0      | 0               |            |
| Kosmos        | Unió de Repúbliques Socialistes Soviètiques | - R-12/R-14        | 16          | 16       | 0      | 0               |            |
| Molniya       | Unió de Repúbliques Socialistes Soviètiques | - R-7              | 12          | 10       | 2      | 0               |            |
| Mu-3          | Japan                                       | - Mu               | 1           | 1        | 0      | 0               |            |
| N             | Japan/ Estats Units                         | - Thor/Delta       | 1           | 1        | 0      | 0               |            |
| Proton        | Unió de Repúbliques Socialistes Soviètiques | - Universal Rocket | 5           | 5        | 0      | 0               |            |
| SLV           | Índia                                       | - SLV              | 1           | 1        | 0      | 0               |            |
| Soyuz         | Unió de Repúbliques Socialistes Soviètiques | - R-7              | 45          | 45       | 0      | 0               |            |
| Titan III     | Estats Units                                | - Titan            | 3           | 3        | 0      | 0               |            |
| Tsiklon       | Unió de Repúbliques Socialistes Soviètiques | - R-36             | 5           | 5        | 0      | 0               |            |
| Thor DSV-2U   | Estats Units                                | - Thor/Delta       | 1           | 0        | 1      | 0               | Retirat    |
| Vostok        | Unió de Repúbliques Socialistes Soviètiques | - R-7              | 6           | 6        | 0      | 0               |            |

#### Per configuració
| Coet                      | País                                        | Tipus         | Llançaments | Reeixits | Errors | Errors parcials | Comentaris    |
| ------------------------- | ------------------------------------------- | ------------- | ----------- | -------- | ------ | --------------- | ------------- |
| Ariane 1                  | Europa                                      | Ariane 1      | 1           | 0        | 1      | 0               |               |
| Atlas E/F-MSD             | Estats Units                                | Atlas E/F     | 2           | 1        | 1      | 0               | Retirat       |
| Atlas E/F-SGS-1           | Estats Units                                | Atlas E/F     | 2           | 2        | 0      | 0               | Retirat       |
| Atlas E/F-Star-37S-ISS    | Estats Units                                | Atlas E/F     | 1           | 0        | 1      | 0               |               |
| Atlas SLV-3D Centaur-D1AR | Estats Units                                | Atlas-Centaur | 3           | 3        | 0      | 0               |               |
| Delta 3910                | Estats Units                                | Delta 3000    | 1           | 1        | 0      | 0               |               |
| Delta 3910/PAM-D          | Estats Units                                | Delta 3000    | 1           | 1        | 0      | 0               |               |
| Delta 3914                | Estats Units                                | Delta 3000    | 1           | 1        | 0      | 0               |               |
| Kosmos-3M                 | Unió de Repúbliques Socialistes Soviètiques | Kosmos        | 16          | 16       | 0      | 0               |               |
| N-I                       | Japan/ Estats Units                         | N             | 1           | 1        | 0      | 0               |               |
| Mu-3S                     | Japan                                       | Mu-3          | 1           | 1        | 0      | 0               | Vol inaugural |
| Molniya-M/2BL             | Unió de Repúbliques Socialistes Soviètiques | Molniya       | 6           | 5        | 1      | 0               |               |
| Molniya-M/ML              | Unió de Repúbliques Socialistes Soviètiques | Molniya       | 5           | 4        | 1      | 0               |               |
| Molniya-M/SO-L            | Unió de Repúbliques Socialistes Soviètiques | Molniya       | 1           | 1        | 0      | 0               |               |
| SLV                       | Índia                                       | SLV           | 1           | 1        | 0      | 0               |               |
| Proton-K/DM               | Unió de Repúbliques Socialistes Soviètiques | Proton        | 5           | 5        | 0      | 0               |               |
| Soiuz-U                   | Unió de Repúbliques Socialistes Soviètiques | Soiuz         | 45          | 45       | 0      | 0               |               |
| Titan III(34)B            | Estats Units                                | Titan III     | 1           | 1        | 0      | 0               |               |
| Titan III(23)D            | Estats Units                                | Titan III     | 2           | 2        | 0      | 0               |               |
| Thor DSV-2U               | Estats Units                                | Thor DSV-2U   | 1           | 0        | 1      | 0               | Retirat       |
| Tsiklon-2                 | Unió de Repúbliques Socialistes Soviètiques | Tsiklon       | 4           | 4        | 0      | 0               |               |
| Tsiklon-3                 | Unió de Repúbliques Socialistes Soviètiques | Tsiklon       | 1           | 1        | 0      | 0               |               |
| Vostok-2M                 | Unió de Repúbliques Socialistes Soviètiques | Vostok        | 6           | 6        | 0      | 0               |               |

### Per zona de llançament
| Lloc           | País                                        | Llançaments | Reeixits | Errors | Errors parcials | Comentaris |
| -------------- | ------------------------------------------- | ----------- | -------- | ------ | --------------- | ---------- |
| Baikonur       | Unió de Repúbliques Socialistes Soviètiques | 24          | 24       | 0      | 0               |            |
| Cape Canaveral | Estats Units                                | 6           | 6        | 0      | 0               |            |
| Kourou         | França                                      | 1           | 0        | 1      | 0               |            |
| Kagoshima      | Japan                                       | 1           | 1        | 0      | 0               |            |
| Kapustin Iar   | Unió de Repúbliques Socialistes Soviètiques | 1           | 1        | 0      | 0               |            |
| Plesetsk       | Unió de Repúbliques Socialistes Soviètiques | 64          | 62       | 2      | 0               |            |
| Sriharikota    | Índia                                       | 1           | 1        | 0      | 0               |            |
| Tanegashima    | Japan                                       | 1           | 1        | 0      | 0               |            |
| Vandenberg     | Estats Units                                | 9           | 6        | 3      | 0               |            |

### Per òrbita
| Règim orbital             | Llançaments | Reeixits | Errors | Aconseguits accidentalment | Comentaris |
| ------------------------- | ----------- | -------- | ------ | -------------------------- | --- |
| Terrestre Baixa           | 82          | 80       | 2      | 1                          | |
| Terrestre Mitjana         | 2           | 2        | 0      | 0                          | |
| Geosíncrona/Transferència | 11          | 10       | 1      | 0                          | |
| Terrestre Alta            | 13          | 12       | 1      | 0                          | S'inclou les òrbites altament el·líptiques (HEO) i de Molnia, un llançament a òrbita de Molnia va acabar en HEO |